# 바오넹 센터
바오넹 센터는 중국 선전에 위치한 마천루이다.

## 같이 보기
- 디왕 인터내셔널 포춘 센터